# Bank Julius Bär v. WikiLeaks
Bank Julius Bär v. WikiLeaks, 535 F. Supp. 2d 980 (N.D. Kalifornien 2008), war eine Klage der Bank Julius Bär gegen die Betreiber der Website WikiLeaks.
Anfang Februar 2008 ordnete Richter Jeffrey White vom US-Bezirksgericht für den nördlichen Bezirk von Kalifornien an, dass Dynadot, der Domain-Registrar von wikileaks.org, die Domain-Einträge der Website von seinen Servern trennen muss, um zu verhindern, dass der Domain-Name für den Zugriff auf die Website verwendet wird. Ursprünglich wollte die Bank nur, dass die Dokumente entfernt werden (WikiLeaks hatte es versäumt, eine Kontaktperson zu benennen).
Die Aktionen des Richters erregten die Aufmerksamkeit der Medien und Cyber-Freiheitsgruppen, um WikiLeaks’ Rechte unter dem Ersten Zusatzartikel zu verteidigen, und brachten erneut die Dokumente ins Rampenlicht, die die Bank zu schützen hoffte.
Der Richter hob die einstweilige Verfügung auf, und die Bank ließ den Fall am 5. März 2008 fallen.

## Hintergrund
Im Jahr 2002 erfuhr die Bank, dass Dokumente über die Einrichtung von anonymen Trusts auf den Cayman Islands für Kunden aus den Jahren 1997 bis 2002 an die Öffentlichkeit gelangt waren. Sie befragte die Mitarbeiter vor Ort mit einem Lügendetektor, wie es die Unternehmenspolitik vorsah. Die Bank war mit den Antworten des COO der Cayman-Einheit, Rudolf Elmer, nicht zufrieden und entließ ihn. Im Juni 2005 berichteten das Schweizer Finanzmagazin Cash und das Wall Street Journal über das Leck, ohne jedoch Details zu einzelnen Konten zu nennen.
Am 16. Januar 2011 kündigte Elmer an, dass er WikiLeaks die Offshore-Kontodetails von 2.000 „wohlhabenden Personen“ übergeben werde. Danach werde er aus dem Exil in die Schweiz zurückkehren, um sich einem Gerichtsverfahren zu stellen. Julius Bär sagt, Elmer habe die Dokumente gefälscht.

## Rechtliche Schritte, einstweilige Verfügung
Im Januar begann die Bank Julius Bär, unter Berufung auf den DMCA, Unterlassungserklärungen an WikiLeaks und seinen Domain-Registrar Dynadot für den Domainnamen wikileaks.org zu senden. Am 18. Februar 2008 erließ Richter Jeffrey White des U.S.  Bezirksgerichts für den nördlichen Bezirk von Kalifornien eine dauerhafte Verfügung gegen Dynadot, die ihn zwang, den Domainnamen wikileaks.org zu sperren. Laut der BBC forderte Julius Bär die Entfernung der Dokumente, da sie einen anderen Rechtsfall in der Schweiz beeinträchtigen könnten.
Gespiegelte Server waren nicht betroffen. Ein zufälliger Brand bei der Hosting-Firma von WikiLeaks, PRQ, konzentrierte sich auf einen leistungsstarken Spannungsregler, der den größten Teil des Rechenzentrums versorgte, und legte einige Bereiche der spezifischen DNS- und dedizierten Hosting-Server-Racks still, welche von Wikileaks in derselben Woche genutzt wurden.

## Reaktion
Die Klage von Julius Bär zog aufgrund des sogenannten Streisand-Effekts Aufmerksamkeit auf sich. Julius Bär hatte bereits eine einstweilige Verfügung gegen WikiLeaks erwirkt, die WikiLeaks die Verbreitung der Dokumente untersagte, die Julius Bär unterdrücken wollte, ohne bis dato relevante Aufmerksamkeit der Medien zu erregen. Eine zweite Verfügung von Julius Bär, die eine Maßnahme verhängte, zog Aufmerksamkeit auf sich, da nicht nur die Informationen, die Julius Bär als peinlich betrachtete, sondern auch die gesamte WikiLeaks-Website unterdrückt würden. Lediglich 14 dieser Dokumente waren für den Fall von Julius Bär relevant.
Alternative WikiLeaks-Domains waren nicht betroffen und WikiLeaks war weiterhin direkt über seine IP-Adresse erreichbar. Um diese Zugriffsmethoden zu unterbinden, müssten einstweilige Verfügungen in den Gerichtsbarkeiten erwirkt werden, in denen sie registriert sind oder in denen sich die Server befinden, die absichtlich geographisch verstreut waren, um dies zu erschweren.
Als jemand behauptete, sie seien in einem Julius-Bär-Dokument fälschlicherweise als Inhaber eines geheimen Schweizer Bankkontos identifiziert worden, fügten Julian Assange und Daniel Domscheit-Berg dem Dokument einen Vorbehalt hinzu, der besagte, dass „laut drei unabhängigen Quellen“ die Informationen falsch oder irreführend sein könnten. Domscheit-Berg schrieb später, dass sie die „drei unabhängigen Quellen“ erfunden hätten und dass die Quelle „einige Hintergrundinformationen, die er über die Kunden der Bank recherchiert hatte“, beigefügt habe, die einen Schweizer Kontoinhaber fälschlicherweise als einen deutschen Mann mit einem ähnlichen Namen auswiesen.